# Germán Holguín Zamorano
Germán Holguín Zamorano (Cali, 25 de abril de 1936-Bogotá, 13 de diciembre de 2019) fue un abogado, economista, empresario y últimadamente, activista por la salud y el acceso a los medicamentos, colombiano.
Holguín cofundó en 1967 la compañía Holguines S. A. S. junto a sus primos y socios Carlos Holguín Sardi y Jorge Ernesto Holguín, con la cual se hizo rico en el sector inmobiliario y de construcción, convirtiéndose en uno de los empresarios más destacados de Cali, ciudad fortín de su familia. También fue directivo de otras compañías como Ecopetrol, Carvajal y de entidades públicas como Incolda.
Holguín fundó el centro de educación superior privado Universidad Icesi, en su natal Cali, de la que fue director y gran promotor.
En sus últimas décadas, luego de su éxito empresarial, Holguín se convirtió en activista por el derecho a la salud y el acceso a los medicamentos. En éste campo se asoció con la Iglesia Católica, ONGs y entidades gubernamentales como la Comunidad Andina de Naciones y el propio Ministerio de Salud de su país, para lograr liberar patentes de medicamentes y procedimientos médicos, y con ello abaratar los costos de su producción.

## Familia
Germán era miembro de una prestigiosa familia de la aristocracia vallecaucanaː Los Holguín. Sus padres eran Alberto Holguín Lloreda y Cecilia Zamorano González, siendo su único hermano Alberto José Holguín Zamorano.
Su padre era hijo de Enrique Holguín Mallarino, hijo del patriarca Vicente Holguín; Vicente era cuñado del político Manuel María Mallarino, quien fue vicepresidente de Colombia y se encargó del poder ejecutivo entre 1855 y 1857. Tíos de su padre eran los políticos conservadores Carlos y Jorge Holguín Mallarino, cabezas de una amplia descendencia. Por otro lado, Germán era descendiente de José Lloreda Becerra, quien también era bisabuelo del periodista Álvaro Lloreda, padre a su vez del político conservador Rodrigo Lloreda.
Una de sus tías paternas, Mercedes Holguín Lloreda, se casó con el diplomático Hernando Holguín Caro, de quien era prima, pues era hijo de Carlos Holguín, y de Margarita Caro Tobar (hermana de Miguel Antonio Caro e hija de José Eusebio Caro)
Germán, por su parte, era primo del político conservador, Carlos Holguín Sardi, y de Jorge Holguín Beplat, empresario y educador, ambos nietos de Enrique Holguín, y con quienes llevó una muy cercana relación de socios y amigos. Así mismo era primo del político Carlos Holguín Holguín, y del escritor Andrés Holguín Holguín, hijos de Catalina Holguín Caro, hermana del esposo de su tía, Hernando Holguín.

## Obras
- La guerra contra los medicamentos genéricos, un crimen silencioso (2014).